# Christopher C. Cox

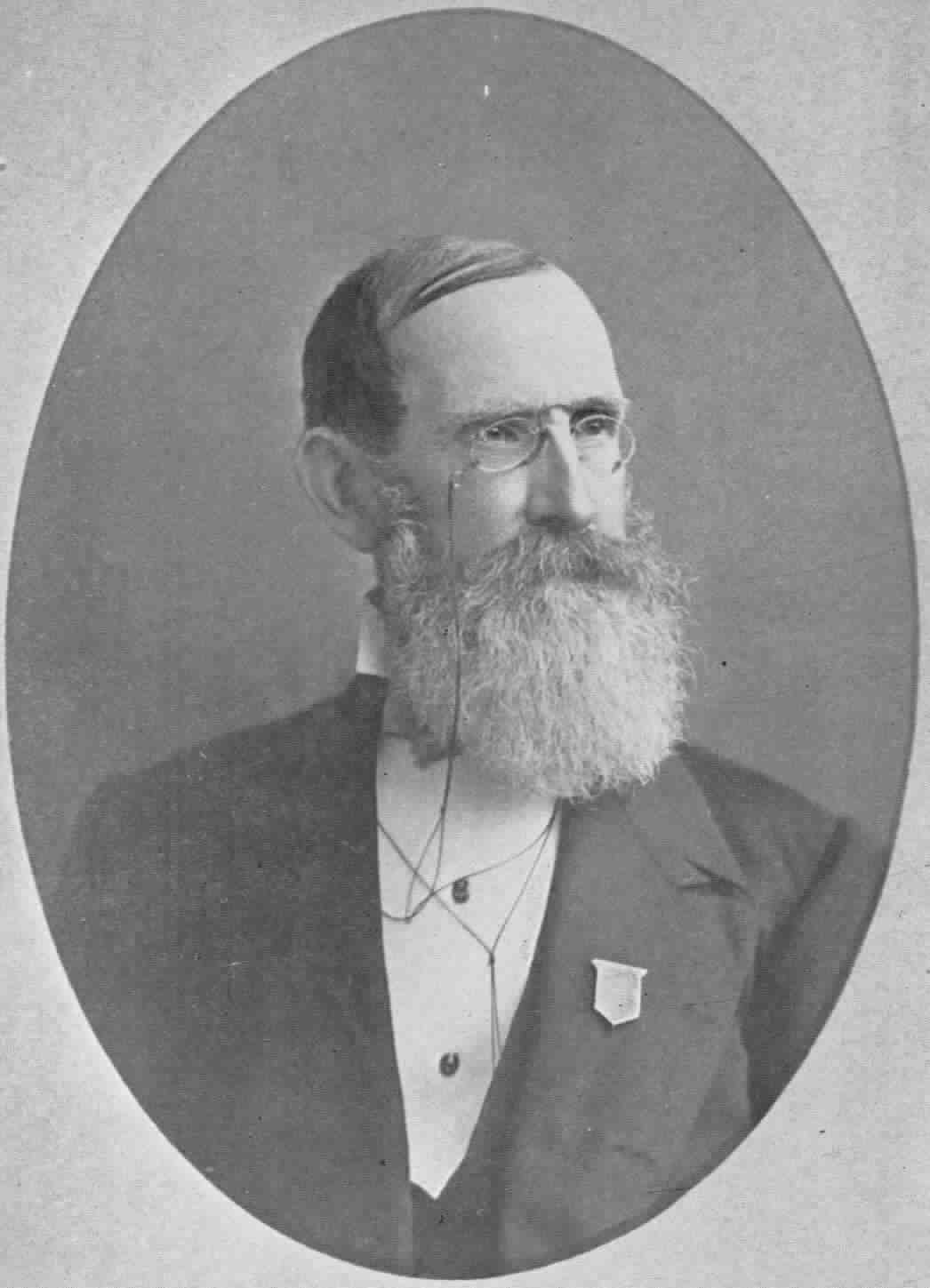
Christopher C. Cox (1900)

Christopher Christian Cox (* 26. August 1816 in Baltimore, Maryland; † 25. November 1882 in Washington, D.C.) war ein US-amerikanischer Politiker. Zwischen 1865 und 1868 war er Vizegouverneur des Bundesstaates Maryland.

## Werdegang
Christopher Cox absolvierte zunächst das Yale College. Nach einem anschließenden Medizinstudium und seiner Zulassung als Arzt begann er ab 1843 in Easton in diesem Beruf zu arbeiten. Politisch war er Unionist. Im Jahr 1859 kandidierte er erfolglos für das US-Repräsentantenhaus. Zu Beginn des Bürgerkrieges diente er im medizinischen Dienst im Heer der Union.
1864 wurde Cox zum ersten Vizegouverneur von Maryland gewählt. Dieses Amt bekleidete er zwischen 1865 und 1868. Dabei war er Stellvertreter von Gouverneur Augustus Bradford und ab 1866 von dessen Nachfolger  Thomas Swann. Das Amt des Vizegouverneurs wurde damals erst neu eingeführt und 1868 wieder abgeschafft. Damit blieb Cox bis 1970, dem Jahr der Wiedereinführung dieses Amtes, der einzige Vizegouverneur seines Staates. Danach war er Professor am Georgetown College. 1871 wurde er Vorsitzender des Gesundheitsrats in Washington; im Jahr 1879 war er amerikanischer Vertreter auf einer internationalen Ausstellung in Australien (Australian International Exposition). Dabei zog er sich eine Krankheit zu, von der er sich nicht mehr richtig erholte. Er starb am 25. November 1882 in Washington und wurde in Easton beigesetzt.